# 桑建国
桑建国（1957年6月—），男，汉族，籍贯山东，出生于上海市，中国美术家协会会员，中国民主同盟盟员，曾任江苏省国画院人物画研究所副所长。

## 生平
1982年毕业于安徽师范大学艺术系中国画专业并留校任教，1993年在南京艺术学院人物画进修班进修一年。2006年，作为优秀人才被引进江苏省国画院。2012年初，入选“2011中国画十大年度人物”。

## 作品参展及获奖
- 1984年，合作作品《蜜》入选第六届全国美展
- 2004年，《花季》获第十届全国美展铜奖，被中国美术馆收藏
- 2005年，《我们到哪里去》获“首届中国百家金陵画展”金奖
- 2006年，《少妇》获“全国第六届工笔画大展”金奖
- 2008年，《起飞-中国未来航空母舰畅想》获改革开放三十年优秀作品奖
- 2009年，《驰骋的心》入选第十一届全国美展；《家》获“2009中国百家金陵画展”（中国画）金奖
- 2011年，《百年回望》获“2011中国百家金陵画展”（中国画）金奖
- 2014年，《夫子庙》入选“第十二届全国美展”